# Ређо ди Калабрија (округ)
Округ Ређо ди Калабрија (итал. Provincia di Reggio Calabria) је округ у оквиру покрајине Калабрија у јужном Италији. Седиште округа и највеће градско насеље и округа и целе Калабрије је истоимени град Ређо ди Калабрија.
Површина округа је 3.183 км², а број становника 565.756 (2009. године).

## Природне одлике
Округ Ређо ди Калабрија чини југозападни део историјске области Калабрија. Он се налази у јужном делу државе, са изласком на Јонско море на југу и на Тиренско море на западу, док се на западу налази Месински теснац, који спаја поменута мора, али и који дели Калабрију од Сицилије. У средишњем делу округа налази се крајње јужни део планинског ланца Апенина. Приобаље је издељено на више малих приобалних равница, између којих се планине спуштају директно у море.

## Становништво
По последњим проценама из 2009. године у округу Ређо ди Калабрија живи преко 560.000 становника. Густина насељености је велика, преко 170 ст/км². Приморски делови округа су боље насељени, посебно око главног града Ређа ди Калабрија. Планински део је ређе насељен и слабије развијен.
Поред претежног италијанског становништва у округу живи и невелика, али древна грчка мањина, насељена још од времена антике, као и омањи број досељеника из свих делова света.

## Општине и насеља
У округу Ређо ди Калабрија постоји 97 општина (итал. Comuni).
Најважније градско насеље и седиште округа је град Ређо ди Калабрија (186.000 ст.) у крајње западном делу округа. Други по величини је град Палми (20.000 ст.) у северозападном делу округа.